# Litra MX 1001-1045
|  | Denne artikel omhandler lokomotiverne bygget af NOHAB i 1960'erne. For lokomotiverne bygget af Frichs i 1932, se Litra MX 131-132 |
Den svenske lokomotivfabrik NOHAB leverede i 1960-1961 20 dieselelektriske lokomotiver af typen NOHAB AA12 til DSB, litra MX 1001-1020. I direkte forlængelse leveredes 25 mere, litra MX 1021-1045 i 1961-1962.
Lokomotiverne var ligesom de tidligere leverede storebrødre litra MY forsynet med motorer fra EMD, men havde en mindre, 12-cylindret udgave. De var forsynet med 3-akslede bogier med træk på de to yderste aksler, mens den midterste aksel var et løbehjul med mindre diameter.
De anvendtes i både person- og godstrafik over hele landet, men på grund af deres lave akseltryk især på sidebanerne.
Fra slutningen af 1980'erne solgtes en del af lokomotiverne til danske privatbaner, samt til svenske private operatører.

## Fodnoter
1. ↑  For at standardisere motorerne i DSB's diesellokomotiver, og fordi EMD ikke længere leverede reservedele til 567-motoren, blev MX 1008-1010, 1016-1020, 1036 og 1042 sammen med alle Litra MY, fra starten af 1980'erne og frem til 1983 udstyret med foringer og stempler fra EMD 645 E motorer, magen til dem der sad i Litra MZ. Ydelsen i de ombyggede motorer blev bibeholdt, men det maksimale omdrejningstal blev hævet fra 835 omdr./min til 905 omdr./min for at undgå kritiske svingninger i motoren. Det var oprindeligt planen at alle MX'er skulle ombygges, men grundet at typen stod til en snarlig udrangering blev kun de ti førnævnte lokomotiver ombygget.